# Тамуин
Тамуин (исп. Tamuín) — муниципалитет в Мексике, входит в штат Сан-Луис-Потоси. Население — 14 959 человек.
На территории муниципалитета находится одноименная группа археологических памятников цивилизации уастеков.